# Bakelit Multi Art Center

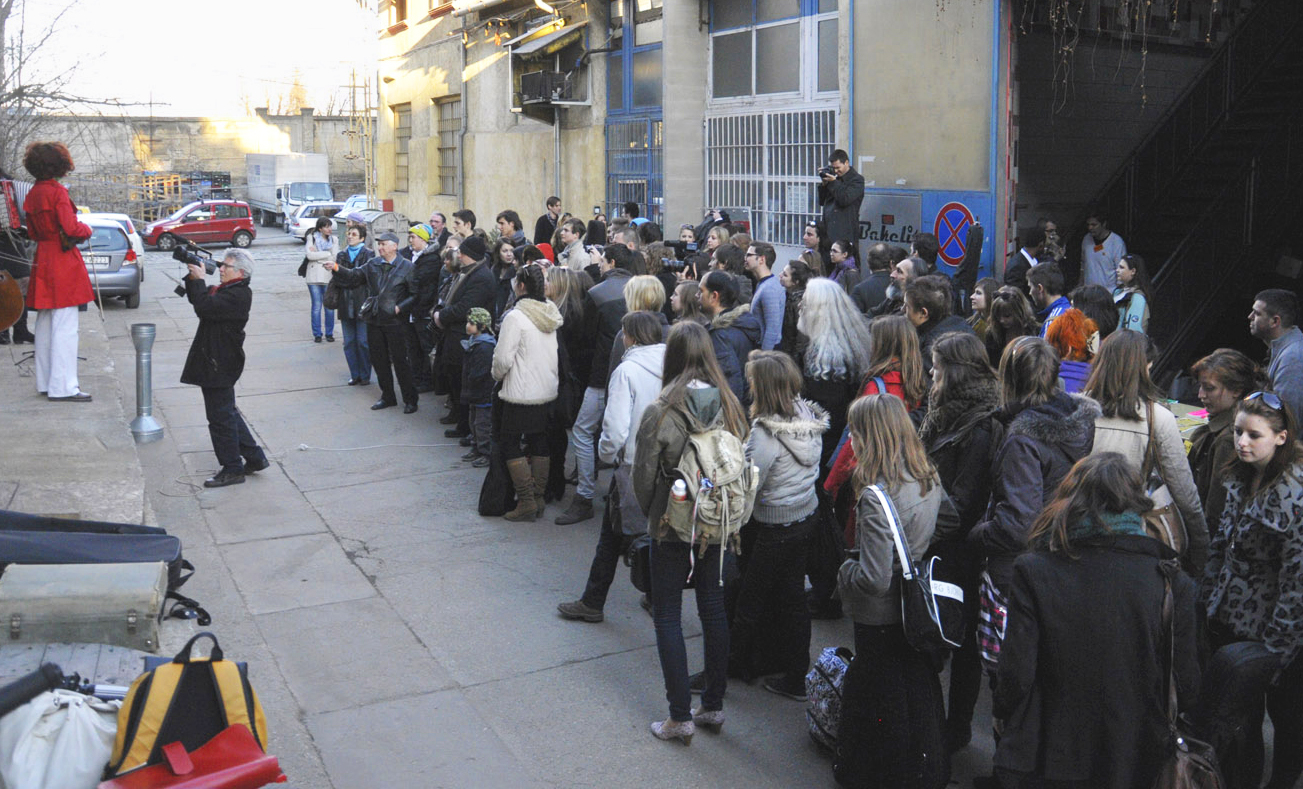
Bakelit Multi Art Center

Bakelit Multi Art Center – instytucja kulturalna mieszcząca się w przemysłowej dzielnicy Budapesztu. W początkach XX wieku znajdowały się tam manufaktury wytwarzające produkty przemysłu wojennego. Po II wojnie światowej teren ten przekształcony został na potrzeby przemysłu włókienniczego. Od 1999 roku mieści się tam wszechstronne niezależne centrum kultury. 
W Bakelit M.A.C. swoje miejsce znajdują takie rodzaje sztuki i inne wydarzenia jak:
- teatr współczesny
- taniec
- koncerty
- festiwale
- wystawy
- prywatne i biznesowe spotkania
- konferencje
- śluby i wesela

Bakelit M.A.C. wspiera artystów, zapewniając im różnorodne zaplecze, między innymi: studia nagraniowe, sale prób, salę teatralną i inne. 
Jest jednym z członków organizacji Trans Europe Halles, która zrzesza niezależne instytucje kulturalne z Europy mieszczące się w środowiskach postindustrialnych.